# Manchester United Supporters’ Trust
Manchester United Supporters' Trust (Траст болельщиков «Манчестер Юнайтед»), сокращённо MUST — официальный траст болельщиков английского футбольного клуба «Манчестер Юнайтед». Конечной целью организации является получение контрольного пакета акций клуба его болельщиками для демократического, не связанного с получением прибыли управления клубом. Организация также выступает с законодательными инициативами о реформе системы управления футбольными клубами.
Ранее организация называлась Shareholders United (Акционеры «Юнайтед»).
В октябре 2013 года число участников траста превысило 200 000 человек.

## Происхождение
Группа была основана в 1998 году под названием Shareholders United Against Murdoch (Акционеры «Юнайтед» против Мердока) с целью противодействия захвату клуба американским бизнесменом Рупертом Мёрдоком. Противодействие оказалось успешным, сделка по приобретению клуба Мёрдоком была заблокирована британской комиссией по монополиям, слияниям и поглощениям. После этого группа сменила название на Shareholders United (Акционеры «Юнайтед») и продолжила призывать болельщиков клуба приобретать его акции.

## Реакция на захват клуба Глейзером
13 мая 2005 года американский бизнесмен Малкольм Глейзер получил контрольный пакет акций клуба стоимостью около 1,47 млрд. долларов. 16 мая он увеличил свою долю до 75 %, необходимых для получения полного контроля над клубом. Для приобретения акций «Манчестер Юнайтед» Глейзер взял крупные суммы в долг под залог самого клуба, что вызвало яростный протест болельщиков. В 2006 году долг был рефинансирован.
Несмотря на реструктурирование долга, болельщики провели акции протеста против Глейзеров 23 января 2010 года на стадионе «Олд Траффорд» и возле Тренировочного центра Траффорда. Протест был организован группами болельщиков, призывающих приходить на матчи клуба в одежде и аксессуарах зелёного и золотого цветов (цвета оригинальной формы «Ньютон Хит»). В начале 2010 года появились данные о том, что MUST провёл переговоры с группой состоятельных болельщиков, получивших название «Красные рыцари» (Red Knights), которые собираются выкупить клуб у Глейзеров. В конце мая 2010 года Глейзеры выступили с заявлением, что не собираются продавать клуб.
Даже после смерти Малкольма Глейзера клуб продолжает находиться в собственности его семьи. Траст болельщиков продолжает активно выступать против Глейзеров, проводя различные акции протеста и выступая с заявлениями в прессе.